# 2003 BG91
2003 BG91, também escrito como 2003 BG91, é um objeto transnetuniano que está localizado no Cinturão de Kuiper, uma região do Sistema Solar. Este corpo celeste é classificado como um provável cubewano. Ele possui uma magnitude absoluta de 10,7 e tem um diâmetro estimado com 32 km.

## Descoberta
2003 BG91 foi descoberto no dia 27 de janeiro de 2003, pelos astrônomos G. Bernstein e D. Trilling.

## Órbita
A órbita de 2003 BG91 tem uma excentricidade de 0,100 e possui um semieixo maior de 43,436 UA. O seu periélio leva o mesmo a uma distância de 39,108 UA em relação ao Sol e seu afélio a 47,764 UA.